# Denkmalgeschützte Objekte in Salzburg
In der Stadt Salzburg bestehen 706 denkmalgeschützte Objekte der Klasse unbewegliches oder archäologisches Denkmal nach Denkmalschutzgesetz. Die unten angeführte Liste führt zu den Listen nach Katastralgemeinden der Stadt und gibt die Anzahl der Objekte an.
Siehe Liste der Stadtteile Salzburgs: Katastralgemeinden als Überblick
| Katastralgem.-Liste | Objektanzahl |
| ------------------- | ------------ |
| Aigen I             | 26           |
| Bergheim II         | 1            |
| Gaisberg I          | 0            |
| Gnigl               | 14           |
| Hallwang II         | 2            |
| Heuberg I           | 0            |
| Itzling             | 3            |
| Leopoldskron        | 4            |
| Liefering I         | 6            |
| Maxglan             | 22           |
| Morzg               | 30           |
| Straßen A–F         | 128          |
| Straßen G–H         | 136          |
| Straßen I–L         | 128          |
| Straßen M–Q         | 89           |
| Straßen R–Z         | 115          |
| Siezenheim II       | 2            |
| Wals II *           | 0            |